# Anna Ringsred
Anna Ringsred, né le 27 septembre 1984 à Duluth (Minnesota), est une patineuse de vitesse américaine. Elle est sélectionnée pour participer aux Jeux olympiques d'hiver de 2014.